# 董家埂镇
董家埂乡，是中华人民共和国四川省资阳市简阳市下辖的一个乡镇级行政单位。2019年12月，撤销清风乡、董家埂乡，设立董家埂镇，以原清风乡五马桥村、尊恭村、付家坪村、盘湾村、宋家湾村、板庙村、小河村和原董家埂乡所属行政区域为董家埂镇的行政区域，董家埂镇人民政府驻太平寺街149号。

## 行政区划
董家埂乡下辖以下地区：
五马桥村、尊恭村、付家坪村、盘湾村、宋家湾村、板庙村、小河村、陈家沟村、大屋沟村、倒马坎村、董家埂村、高家湾村、核桃村、蝴蝶村、库沿村、龙口村、楼房嘴村、马黄堰村、深洞村和天星堰村。